# Tarde Demais
Tarde Demais é um filme português realizado por José Nascimento, estreado em 2000 e foi submetido à apreciação da Academia juntamente com outros 45 filmes de outros Países acabando por não ser nomeado. O filme baseia-se numa história verídica.

## Sinopse
É a história de quatro homens que tentam sobreviver a um naufrágio de uma velha traineira no meio do rio Tejo. As diferentes opiniões entre estes acerca da forma como alcançar a margem vão gerar conflitos que os poderão separar inevitavelmente. Ao anoitecer, as famílias começam a preocupar-se pela falta de notícias. Conseguirão estes pescadores sobreviver?

## Elenco
- Vítor Norte... Zé
- Adriano Luz... Manel
- Nuno Melo... Joaquim
- Carlos Santos... António
- Francisco Nascimento... João
- Ana Moreira... Laura
- Rita Blanco... Arlete
- Suzana Borges... mãe de Laura
- José António Aranha ... João do Vau
- João Miguel Rodrigues ... Nando
- Raul Henriques ... Eng. Almeida
- Luís Elgris ...Polícia
- Gustavo Sumpta ... Mestre da embarcação
- Mário Santos ... Piloto
- Francisco Nunes ... Vicente
- Sandra Maia ... Mulher de Vicente

## Realização
- José Nascimento ... Realizador
- José Maria Vaz da Silva ... Assistente de realização

## Produção
- Paulo Branco ... Produtor
- José Carlos Arlindo Vieira Coutinho dos Santos ... Assistente de produção

## Música
- Nuno Rebelo ... Música original

## Montagem
- João Braz ... Montador
- José Nascimento ... Assistente de montagem

## Som
- Joaquim Pinto ... Som

## Prémios
Fantasporto 2001 (Portugal)
- Prémio de melhor filme português

Globos de Ouro 2001 (Portugal)
- Prémio de melhor ator: Vítor Norte